# Arfia
Arfia is een geslacht van uitgestorven roofzoogdieren uit de onderfamilie Arfiinae van de Hyaenodontidae die tijdens het Eoceen op de noordelijke continenten leefden.

## Fossiele vondsten
Fossielen van Arfia zijn gevonden in de Verenigde Staten, België, Frankrijk, Engeland, Mongolië en de Volksrepubliek China. Arfia verscheen tijdens het PETM in Noord-Amerika en het was een van de algemeenste roofzoogdieren op het continent tijdens het Wasatchian. Tijdens het Neustrian kwam Arfia in het noordwesten van Europa voor, terwijl in het zuidwesten hyaenodonten behorend tot de Proviverrinae leefden.

## Kenmerken
Arfia was een van de grotere hyaenodonten van het Vroeg-Eoceen. Het dier had krachtige kaken met tanden geschikt voor het scheuren van vlees. Arfia had een vergelijkbare leefwijze als hedendaagse vossen en voedde zich met middelgrote zoogdieren, vogels en reptielen. Arfia had lange, slanke poten, die met name waren aangepast om te rennen, maar waarmee het ook goed kon klimmen.